# 臺灣鋸節蜱
臺灣鋸節蜱（学名：Sierraphytoptus taiwanensus）为植羽爪節蜱科鉅節蜱屬下的一个种。